# Noël-Cerneux
 Noël-Cerneux  es una población y comuna francesa, en la región de Franco Condado, departamento de Doubs, en el distrito de Montbéliard y cantón de Le Russey.

## Demografía
| 149 | 139 | 146 | 190 | 243 | 295 |
| Para los censos de 1962 a 1999 la población legal corresponde a la población sin duplicidades (Fuente: INSEE [Consultar]) |     |     |     |     |     |